# Siguidé
Siguidé est une commune située dans le département de Kombori de la province de Kossi au Burkina Faso.